# Ridgeley
Ridgeley és una població dels Estats Units a l'estat de Virgínia de l'Oest. Segons el cens del 2000 tenia 762 habitants.

## Demografia
Segons el cens del 2000, Ridgeley tenia 762 habitants, 323 habitatges, i 202 famílies. La densitat de població era de 1.089,7 habitants per km².
Dels 323 habitatges en un 29,7% hi vivien nens de menys de 18 anys, en un 44% hi vivien parelles casades, en un 15,5% dones solteres, i en un 37,2% no eren unitats familiars. En el 34,1% dels habitatges hi vivien persones soles el 18,9% de les quals corresponia a persones de 65 anys o més que vivien soles. El nombre mitjà de persones vivint en cada habitatge era de 2,36 i el nombre mitjà de persones que vivien en cada família era de 3,03.
Per edats la població es repartia de la següent manera: un 26,9% tenia menys de 18 anys, un 7,7% entre 18 i 24, un 25,3% entre 25 i 44, un 21,4% de 45 a 60 i un 18,6% 65 anys o més.
L'edat mediana era de 36 anys. Per cada 100 dones de 18 o més anys hi havia 87,5 homes.
La renda mediana per habitatge era de 26.016 $ i la renda mediana per família de 36.042 $. Els homes tenien una renda mediana de 29.250 $ mentre que les dones 20.227 $. La renda per capita de la població era de 14.199 $. Entorn del 13,3% de les famílies i el 16,3% de la població estaven per davall del llindar de pobresa.

## Poblacions més properes
El següent diagrama mostra les poblacions més properes.